# Jules Bernard
Jules Liam Bernard (Los Angeles, 21 gennaio 2000) è un cestista statunitense, professionista nella NBA.

## Carriera
Dopo aver trascorso le stagioni universitarie con gli UCLA Bruins, nel 2022 inizia la carriera professionistica con i Motor City Cruise, franchigia di NBA G League affiliata ai Detroit Pistons. Il 24 dicembre viene ceduto ai Capital City Go-Go in cambio di Jaime Echenique, con cui resta anche nella stagione successiva. L'8 dicembre 2023 viene firmato dai Washington Wizards con un two-way contract.

## Statistiche

### College
| Anno      | Squadra     | PG  | PT | MP   | TC%  | 3P%  | TL%  | RP  | AP  | PRP | SP  | PP   |
| --------- | ----------- | --- | -- | ---- | ---- | ---- | ---- | --- | --- | --- | --- | ---- |
| 2018-2019 | UCLA Bruins | 33  | 2  | 17,2 | 46,9 | 37,1 | 73,9 | 3,1 | 0,8 | 0,5 | 0,1 | 7,6  |
| 2019-2020 | UCLA Bruins | 30  | 1  | 16,2 | 39,0 | 31,7 | 78,4 | 2,6 | 0,6 | 0,5 | 0,2 | 5,5  |
| 2020-2021 | UCLA Bruins | 32  | 28 | 29,3 | 44,1 | 39,6 | 74,4 | 5,1 | 1,6 | 0,5 | 0,2 | 10,3 |
| 2021-2022 | UCLA Bruins | 35  | 34 | 30,1 | 41,9 | 33,7 | 81,8 | 4,7 | 1,7 | 1,0 | 0,2 | 12,8 |
| Carriera  | Carriera    | 130 | 65 | 23,4 | 43,0 | 35,4 | 77,4 | 3,9 | 1,2 | 0,6 | 0,2 | 9,2  |

### NBA

#### Regular Season
| Anno      | Squadra       | PG | PT | MP  | TC%  | 3P%  | TL%  | RP  | AP  | PRP | SP  | PP  |
| --------- | ------------- | -- | -- | --- | ---- | ---- | ---- | --- | --- | --- | --- | --- |
| 2023-2024 | Wash. Wizards | 19 | 0  | 7,8 | 45,3 | 37,9 | 55,6 | 1,4 | 0,8 | 0,2 | 0,1 | 3,9 |
| Carriera  | Carriera      | 19 | 0  | 7,8 | 45,3 | 37,9 | 55,6 | 1,4 | 0,8 | 0,2 | 0,1 | 3,9 |